# Монтепонит
Монтепонит — редкий минерал, оксид кадмия. Гипергенный. Назван по месту находки в Монтепони, Сардиния.

## Свойства
Поведение в кислотах: травится HCl, HNO3.
Содержит 87,5 % Cd. Морфология — кристаллы мелкие, октаэдрические; друзы мелких кристалликов, порошкообразные массы, налеты. Цвет — желто-коричневый, красно-коричневый, коричнево-черный, черный. Прозрачный, полупрозрачный. Твёрдость 3 по шкале Мооса. Плотность 8.1 — 8.2 g/cm3 г/см³. Сингония кубическая. Цвет черты: черный, коричневый. Спайность: средняя.

## Месторождения
- Монтепони, Сардиния, Италия.
- Вулкан Кудрявый, остров Итуруп, Курильские острова, Сахалинская область, Россия.